# Guillermo Klein

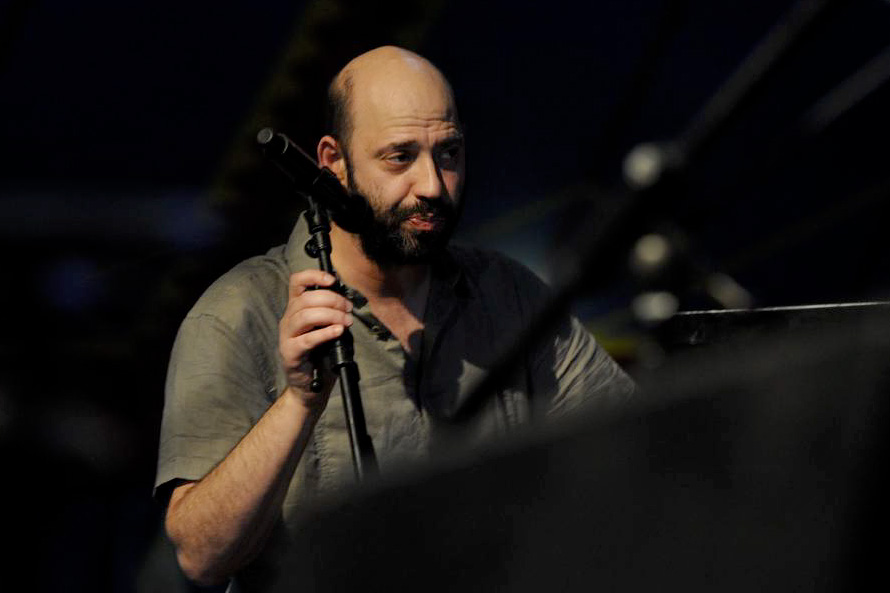
Guillermo Klein moers festival 2009

Guillermo Klein (* 1969 in Buenos Aires) ist ein argentinischer Jazzmusiker (Piano, Gitarre, Gesang, Komposition) und Bigband-Leader.

## Leben und Wirken
Klein erlernte, nachdem ein Lehrer seine Musikalität entdeckt hatte, als Kind zunächst das Gitarren-, dann das Klavierspiel. Als Jugendlicher spielte er Rockmusik und besuchte das Konservatorium. Prägenden Einfluss auf ihn hatten die späten Werke von Astor Piazzolla. 1990 zog Klein in die USA, um von 1990 bis 1992 am Berklee College of Music Komposition zu studieren; erst hier entdeckte er den Jazz von Duke Ellington und Wayne Shorter. 1993 ging er nach New York. Hier gründete er eine siebzehnköpfige Bigband, mit der er in verschiedenen Clubs auftrat, u. a. im Smalls bis 1995. Daneben leitete er ab 1996 die Gruppe Los Guachos, die wöchentlich in Manhattan auftrat und u. a. mit Bill McHenry, Chris Cheek und Ben Monder arbeitete. 1997 erschien El Minotauro, sein erstes Album als Bandleader. In seiner Musik verschmelzt er Einflüsse aus Jazz, Latin, argentinische Tangos und Chacareras, europäische Klassik und Popmusik.
Nach einem längeren Engagement mit Los Guachos im Club Jazz Standard und drei Alben für Sunnyside Records kehrte Klein 2000 nach Buenos Aires zurück; 2002 ging er nach Barcelona, um zu unterrichten. Später trat er mit der Band Los Guachos und Musikern wie Diego Urcola, Chris Cheek, Jeff Ballard, Ben Monder, Miguel Zenón und Bill McHenry auch wieder in den USA auf, u. a. in der New Yorker Village Vanguard. 2010 veröffentlichte er das Tributalbum Domador de Huellas, auf der er die Musik von Gustavo „Cuchi“ Leguizamón spielt. Sein Leguizamón-Projekt wurde 2009 auf dem Buenos Aires Jazz Festival uraufgeführt. Gegenwärtig (2919) leitet er das Guillermo Klein Sextet, dem Chris Cheek, Leo Genovese (Piano), Tirman Deus (Bandoneon), Matt Pavolka (Bass) und Rodrigo Recabarren (Drums) angehören.

## Diskographie
- El Minotauro mit David Barraza, David Boato, Dan Bosshardt, Chris Cheek, Aaron Goldberg, Matt Hong, Sten Höstfält, Marc Miralta, Richard Nant, Matt Pavolka, Mark Turner, Juan Cruz Urquiza, John Walsh, Johannes Weidenmüller, 1994
- Los Guachos, Vol. 2 mit Claudia Acuña, Jeff Ballard, Marlon Browden, Chris Cheek, Fernando Huergo, Tony Malaby, Bill McHenry, Ben Monder, Richard Nant, Luciana Souza, Sandro Tomasi, Diego Urcola, Juan Cruz Urquiza, 1999
- Los Guachos III mit Jeff Ballard, Marlon Browden, Chris Cheek, Taylor Haskins, Fernando Huergo, Bill McHenry, Ben Monder, Richard Nant, Matt Pavolka, Luciana Souza, Diego Urcola, Miguel Zenón, 2000–01
- Una Nave mit Pablo Acedo, Enzo Buono, Ricardo Cavalli, Richard Nant, Daniel Piazzolla, Alvaro Torres, Sergio Verdinelli, 2002
- Live in Barcelona mit Jeff Ballard, Gorka Benítez, Carme Canela, Chris Cheek, Taylor Haskins, Fernando Huergo, Bill McHenry, Ben Monder, Richard Nant, 2004
- Domador De Huellas - Music of „Cuchi“ Leguizamón (Sunnyside, 2010)
- Carrera (Sunnyside, 2012) mit Richard Nant, Ben Monder, Miguel Zenón,  Sandro Tomasi, Taylor Haskins, Chris Cheek, Jeff Ballard, Fernando Huergo, Bill McHenry, Diego Urcola
- Live at the Village Vanguard (2015)
- Rebecca Martin & Guillermo Klein: The Upstate Project (2017)